# きんぴか
『きんぴか』は、日本の小説家の浅田次郎による長編小説。1992年から1998年にかけ3作が刊行された。「悪党小説の金字塔」という謳い文句がつけられている。
1998年から片山誠によって漫画化（#漫画版）。1996年に『通称!ピスケン』のタイトルでVシネマ化。2016年にWOWOWでテレビドラマ化。

## 概要
1992年にTENZAN NOVELS（天山出版）で第1作目『きんぴか』が発表された。第2・3作目にあたる『きんぴか 気分はピカレスク』『ピカレスク英雄伝』は出版社を変えてHITEN NOVELS（飛天出版）で刊行され、1995年に第1作目も同ノベルスで復刊された。このノベルス3作を集めた合本として単行本『きんぴか』が1996年に光文社から出された（なお、この際加筆されている）。これは1997年に飛天文庫に収録された。ノベルスから再録された単行本であったが1998年にサブタイトルを替えて「三人の悪党」「血まみれのマリア」「真夜中の喝采」の3作全3巻がカッパ・ノベルスから刊行され、同タイトルで1999年に光文社文庫で文庫化されている。ノベルス3冊→合本1冊→ノベルス3冊という経歴を持つ作品である。

## あらすじ
元ヤクザのピスケン、元自衛官の軍曹、元政治家秘書のヒデさんの三人が、元刑事の向井権左右衛門の仲介によって手を組み、三人らを裏切り、欺いた者たちを見返してゆく悪漢小説。
以下、光文社版の3分冊を節題としてあらすじを記す。

### 三人の悪党
三人の悪党
ピスケン、軍曹、ヒデさんがそれぞれ歩んできた道を描く。
夢の砦
それぞれに向井権左右衛門から誘われた3人は、銀座の元「キャッスル・メンバーズクラブ」ビルで出会う。
闇のページェント
ピスケンの親分筋にあたる岩松円次を懲らしめようと、馬主席で拳銃を突きつけて、岩松が馬主となっている勝ち目の無い馬に単勝と総流しで合わせて1億円賭けさせる。
陽の当たる密室
ヒデさんがかつて秘書を務めていた国会議員・山内龍造が天政連合会の田之倉五郎松から賄賂を受け取る場面をマスコミにリークする。
反戦参謀
軍曹の元上官に、二・二六事件の蹶起趣意書と湾岸戦争への自衛隊海外派遣反対の声明文をマスコミの前で読み上げさせるよう画策する。
パパはデビル
ヒデさんは、キャッスル・メンバーズクラブにあるメインフレーム機を手なぐさみとしていたが、ある日、「エンジェル」と名乗るハッカーがメインフレーム機に乗り込んできた。エンジェルから凄腕クラッカーの「デーモン」を紹介され、かつて罪を負った収賄事件のもう一方であるネットワーク会社「リバティ」の全データをクラッシュさせる。

### 血まみれのマリア
嵐の夜の物語
警視庁刑事部捜査第四課長の佐久間忠一警視正は、天政連合会を壊滅させるため福島克也とピスケンとを争わせようと画策する。
一方、向井はこの件を知って、後輩の佐久間が一皮剥けるよう、警視総監と組んで別の画策をする。
血まみれのマリア
ピスケンは、西麻布のバーで20年でざっと5、6千人は殺したとうそぶく阿部まりあと出会い、惹かれあう。
クリスマス・ロンド
「陽の当たる密室」の巨額賄賂事件で拘留されていた田之倉五郎松が保釈された。保釈された田之倉は自分宛のヘロイン5kgを始末しようとする。このヘロイン、実は田之倉を罠に嵌めるための物であり、その事実に田之倉が気づいたのだった。どうせなら岩松円次にヘロイン不法所持を押し付けようと、岩松の妾に送りつける。妾はこのヘロインを岩松の本妻に送る。本妻はヘロインを総長の新見源太郎に……とそれぞれの思惑でヘロインのたらいまわしが始まる。
カイゼル髭の鬼
軍曹の元へ、領地品返却の通知が届いた。「1人クーデター」の時に身に着けていた「星条旗のトランクス」である。警務隊長の所へ出向いて返却してもらった時に、かつての部下の倉田が何度目かの脱柵を図ったことを知らされる。
天使の休日
向井の退職金3千万をピスケンが競馬で全額すってしまった。使って良いとは言われてはいたものの、3人は3千万を返すため、天政連合会古屋組（北海道東辺朴郡勝幌村）の送金を騙し取ろうと奔走する。

### 真夜中の喝采
一杯のうどんかけ
『一杯のかけそば』を彷彿とさせる話。
寒い冬の日、軍曹とピスケンがうどん屋でうどんを食べているところに、子供2人を連れた母親がやって来て3人で1杯のうどんかけを注文する。事情をたずねてみれば、街金に多額の借金があるとのこと。その街金が金丸組の関連ということもあり、ピスケンは義侠心から助け舟を出すが、実はこの一家、「街金殺し」と異名をとる借金踏み倒しの常習者だった。
真夜中の喝采
大物国会議員、山内龍造と暴力団の癒着を暴いたジャーナリスト草壁明夫が射殺死体となって発見された。現場には天政連合会の金バッジが落ちていたが……
向井権左右衛門は草壁が残していたダイイング・メッセージから真犯人が星野組の手の者と推理した。ピスケンと軍曹は無反動砲搭載ジープを自衛隊演習場から無断借用。星野組本拠へ殴り込みをかけた。
裏町の聖者
ヒデさんの別れた妻は、冴えない医者（入り婿、以後、尾形と称する）と再婚していた。尾形は大学病院への週2回の診療が本業だったが、成り行きで歌舞伎町の路地の奥にある小さな診療所を引き継いでいた。そこでは、貧しい不法就労の外国人たちが主な患者。薬は、MRの持ってくる試供品が頼りというような状況で、尾形も身銭を切って経営していたが、その生活も経済的限界になっていた。
チェスト!軍曹
10年ぶりに軍曹は鹿児島の実家に帰郷する。
バイバイ・バディ
天政連合会四代目総長の認知症が突如完治。天政連合会五代目を指名すると宣言した。
軍曹は海外の紛争地帯へ。ヒデさんは故郷に残してきた母の下へ。ピスケンは面倒を嫌って海外へ。3人をそれぞれに送り出し、権左は雨の中、煙草をくゆらせ独りごちる。「何だかいっぱしの悪漢になった気分だ」と。

## 登場人物
坂口 健太（さかぐち けんた）
通称：ピスケン（「ピストルの健太」の意）。
元ヤクザ。13年前に拳銃（ピストル）片手に単独で敵対する関東銀竜会に乗り込み、総長とその妻を射殺し懲役刑。刑務所で時を過ごし、13年目に仮釈放された。現在39歳。
現在でもヤクザ業界では「ピスケン」の名は尾鰭もついて伝説と化している。
家族は神田にいたが、地上げに伴い多額の金銭を得てオーストラリアに海外移住している。
愛銃はコルト・ガバメント。
大河原 勲（おおかわら いさお）
通称：軍曹。
元自衛官（重迫撃砲中隊所属）。階級は一等陸曹。湾岸戦争への自衛隊派兵に反対し「1人クーデター」を起こす。武装のうえで師団長の部屋に直談判に行き、その場で抗議の拳銃自殺を図るが、一命は取り留め、昏睡状態で時を過ごす。
実家は鹿児島。
広橋 秀彦（ひろはし ひでひこ）
通称：ヒデさん。
元政治家秘書。大蔵省にトップ入省の超エリートキャリアから大物国会議員の秘書に転身。末は代議士から総理と周囲の期待もあったが、大物議員の収賄疑惑の罪をかぶって、逮捕される。
大蔵省時代に上司の娘と結婚（婿入り）し子供もいたが、逮捕された際に離婚、親権を手放している。
会津若松出身で、かつて、母を救うために酒乱の実父を事故にみせかけて殺害した経緯がある。
向井 権左右衛門（むかい ごんざえもん）
通称：マムシの権左。
元刑事。警視庁捜査第四課（いわゆるマル暴）の警部補で、挙げた犯人数知れず、書いた始末書も数知れずで名を知られていた鬼刑事だったが定年退職。現在の警視総監とも昵懇の仲である。
男ヤモメ歴60年もあいまって料理の腕はなかなかのもの。
経営破綻し差し押さえられた「キャッスル・メンバーズクラブ」の管財人を任されており、かなりの金銭を融通できる。
「肝っ玉（ピスケン）、腕っぷし（軍曹）、頭脳（ヒデさん）のそろった3悪漢が世間に対し、どう立ち回るのか見物したい」という理由で3人を集めやりたいことをやらせる。
なお、退職金は3000万円であり、後にピスケンが全額を競馬ですってしまい、ひと騒動発生することになる。
福島 克也（ふくしま かつや）
かつてはピスケンの舎弟だった。今でもピスケンを慕っており、多少の無理は融通する。
現在は、ヤクザ組織「天政連合会内金丸組」の若頭と表向きの「金丸産業」の社長を勤める。
妻子があり、家庭では理想的な父親である。地域では消防団長や子供会会長も勤め、近所の奥様方にも評判の良い「品行方正なヤクザ」。
上記のように常識人ではあるが、元暴走族のリーダーであり、ハンドルを握ると豹変する。
岩松 円次（いわまつ えんじ）
天政連合会内金丸組の組長。特攻隊の生き残りで、戦後、荒んでいたところを新見源太郎に拾われ任侠道に入る。
かつて金丸組はしがない小規模な末端ヤクザ組織だったが、岩松がピスケンに「この拳銃で（換金して）、組員に飯を食わせてやってくれ」と渡された拳銃を誤解。敵対する組に乗り込んで、組長らを射殺したため、天政連合会での発言力を棚から牡丹餅式に強めていった。岩松本人は小銭計算に聡いだけの小者であり、仮釈放されたピスケンの出迎えなどはしなかった。
田之倉 五郎松（たのくら ごろうまつ）
天政連合会の若頭。岩松とは終戦直後から苦労を共にした兄弟分で、ピスケンと克也にとっても叔父貴分であるが、現在では天政連合会の跡目を狙って争っている。
新見 源太郎（にいみ げんたろう）
天政連合会の四代目総長。かつては清水次郎長の生まれ変わりともいわれた稀代の侠客。
現在はアルツハイマー型認知症を発症し、入院中。まれにシャッキリするが概ねボケている。
ピスケンを殊のほか気に入っている。
山内 龍造（やまうち りゅうぞう）
かつてヒデさんが秘書を務めていた大物国会議員。
ネットワーク会社「リバティ」から多額の違法献金を受け取っていたが、それが公になりそうになり、秘書を務めていたヒデさんに罪を被ってくれるよう頭を下げる。
阿部 まりあ（あべ まりあ）
救命救急センターの看護婦長。看護婦歴20年の大ベテラン。
患者の失血を返り血のように浴びても平気で治療を行うため「血まみれのマリア」とも呼称されている。重体患者を救うことがたびたびあり「奇跡を呼ぶ女」とも呼ばれているが、その裏では命を救えなかった患者も数多く、バーで酒に溺れていたところでピスケンと出会う。
『プリズンホテル・冬』にも登場している。
草壁 明夫（くさかべ あきお）
ジャーナリスト。ヒデさんに興味を抱き、調べている内にその器量に惚れる。山内龍造と暴力団星野組（天政連合会ではない）との癒着をスクープし、メディアに持ち上げられるが、星野組の者に謀殺される。

## 書誌情報

### ノベルズ版
- 天山ノベルス / 天山出版
  - きんぴか ISBN 4803334757、1992年1月
- 飛天ノベルス / 飛天出版
  - きんぴか ISBN 4938742918、1995年4月
  - きんぴか 気分はピカレスク ISBN 9784938742911、1993年2月
  - ピカレスク英雄伝 ISBN 9784938742416、1994年2月
- カッパ・ノベルス/光文社
  - きんぴか〈1〉三人の悪党編 ISBN 9784334073046、1998年9月
  - きんぴか〈2〉血まみれのマリア編 ISBN 9784334073114、1998年10月
  - きんぴか〈3〉真夜中の喝采編 ISBN 9784334073190、1998年11月

### 単行本
- 光文社
  - きんぴか ISBN 978-4334922597、1996年1月

### 文庫本
- 飛天文庫 / 飛天出版
  - きんぴか ISBN 9784894400870、1997年11月
- 光文社文庫 / 光文社
  - 三人の悪党 きんぴか〈1〉ISBN 9784334728441、1999年7月
  - 血まみれのマリア きんぴか〈2〉ISBN 9784334728588、1999年8月
  - 真夜中の喝采 きんぴか〈3〉ISBN 9784334728786、1999年9月

## 漫画版
1998年から2000年までにかけて片山誠によって漫画化され『ビジネスジャンプ』に連載された。コミックスは全6巻が刊行されている。
ヤングジャンプコミックス / 集英社
1. きんぴか 1 ISBN 9784088756332、1998年3月
2. きんぴか 2 ISBN 9784088756790、1998年7月
3. きんぴか 3 ISBN 9784088757278、1998年11月
4. きんぴか 4 ISBN 9784088757704、1999年3月
5. きんぴか 5 ISBN 9784088758206、1999年8月
6. きんぴか 6 ISBN 9784088758992、2000年3月

## Vシネマ
1996年、『通称!ピスケン』のタイトルで東映Vシネマ化。

### キャスト（Vシネマ）
- ピスケン - 哀川翔
- 軍曹 - 六平直政
- ヒデさん - 國村隼
- マムシの権左 - 麿赤児
- 福島克也 - 金山一彦
- 阿部まりあ - 村上里佳子
- 三上真一郎、呉めぐみ、織本順吉、平沙織、下元史朗、大杉漣

### スタッフ（Vシネマ）
- 監督 - 高橋伴明

## テレビドラマ
WOWOWの連続ドラマWで2016年2月13日から3月12日まで放送された。全5回。主演は中井貴一。また、
飯島直子は、中井と『最後から二番目の恋』（フジテレビ系）で兄妹役を演じて以来の共演となった。

### キャスト（テレビドラマ）
- 阪口健太 - 中井貴一[1]
- 広橋秀彦 - ユースケ・サンタマリア[1]
- 大河原勲 - ピエール瀧[1]
- 向井権左エ門 - 綿引勝彦[1]
- 阿部マリア - 飯島直子[3]
- 山内龍造 - 村井国夫[2]
- 新見源太郎 - 品川徹[3]
- 福島克也 - 青柳翔
- 草壁明夫 - 三浦誠己
- 田之倉五郎松 - 岩松了
- 大山 - 伊藤祐輝
- 清水 - 大和孔太

### 原作との相違点
- 主要人物の設定などが、原作版とテレビドラマ版で大きく異なっている部分がある。
  - 主人公の名前は、原作版では坂口健太であるが、テレビドラマ版では阪口健太と名字が異なっている。他にも、向井権左右衛門（原作版）→向井権左エ門（テレビドラマ版）などの主要キャストで名前を一部改変している[2]。
  - 阪口と敵対する暴力団組織の名前が、原作版では関東銀竜会であったが、テレビドラマ版では銀鷲会となっている[2]。
  - 大河原が「1人クーデター」を起こした理由が、原作では湾岸戦争への自衛隊派兵に反対するためだったが、テレビドラマ版では安全保障関連法案の撤回を求めるためとなっている[2]。

| WOWOW 土曜オリジナルドラマ 連続ドラマW | WOWOW 土曜オリジナルドラマ 連続ドラマW | WOWOW 土曜オリジナルドラマ 連続ドラマW                               |
| 前番組                                 | 番組名                                 | 次番組                                                               |
| -------------------------------------- | -------------------------------------- | -------------------------------------------------------------------- |
| 荒地の恋 （2016.1.9 - 2.6）            | きんぴか （2016.2.13 - 3.12）          | グーグーだって猫である2 -good good the fortune cat- （2016.6.11 - ） |